# Jacqueshuberia
Genre
Jacqueshuberia est un genre de plantes à fleurs dicotylédones de la famille des Fabaceae, sous-famille des Caesalpinioideae, qui comprend 7 espèces acceptées. Ce sont des arbres originaire du nord de l'Amérique du Sud.

## Description
Ce sont des arbres petits ou moyens, aux branches à cinq angles (section pentangulaire), aux feuilles composées bipennées, aux stipules foliacées, composées, persistantes.
Les grains de pollen sont agrégés par des filaments de viscine. 

## Étymologie
Le nom générique, « Jacqueshuberia », est un hommage rendu par Walter Adolpho Ducke au botaniste suisse, Jacques Huber, initiateur de la botanique forestière en Amazonie.

## Liste d'espèces
Selon The Plant List (23 septembre 2018) :
- Jacqueshuberia amplifoliola Cowan
- Jacqueshuberia brevipes Barneby
- Jacqueshuberia loretensis Cowan
- Jacqueshuberia purpurea Ducke
- Jacqueshuberia pustulata Stergios & P.E. Berry
- Jacqueshuberia quinquangulata Ducke
- Jacqueshuberia splendens Stergios & P.E. Berry